# 超速GO音
『超速GO音』（ちょうそくゴーおん）は、2016年4月25日から11月13日まで、月曜2時35分（日曜26時35分）からフジテレビなどで放送されていたモータースポーツ情報番組である。

## 概要
この番組は、スポーツ情報番組『スポーツLIFE HERO'S』（フジテレビ）の関連番組であり、レース関係者の「人」をテーマにドライバー、エンジニア、監督などをゲストに招き、レースの魅力、凄さ、プライベートについてトークを繰り広げ、フォーミュラレース『スーパーフォーミュラ』の魅力に迫るモータースポーツ情報番組である。
東京・恵比寿のRacer's cafeにて収録を行っている。

## 出演者
- 小林可夢偉：パーソナリティ[4]。
- 中嶋大祐：パーソナリティ[4]。
- ピエール北川：進行[4]。
- 樋口日奈：ナレーション[4]。

## 放送時間
| 放送期間        | 放送日時           | 放送局                 | 備考 |
| --------------- | ------------------ | ---------------------- | ---- |
| 2016年4月25日 - | 月曜日 2:35 - 3:05 | フジテレビ             | 放送 |
| 2016年4月29日 - | 金曜日 3:27 - 3:56 | 関西テレビ             | 放送 |
| 2016年5月02日 - | 月曜日 6:00 -      | フジテレビオンデマンド | 配信 |

初回放送は2016年4月25日の月曜2時35分からフジテレビを通じて関東のみ放送された。第2回放送以降は2016年4月29日の金曜3時27分から関西テレビを通じて関東以外でも放送された。

## 放送日程
| 回 | 放送日         | ゲスト                 | 備考                                                                                             |
| -- | -------------- | ---------------------- | ------------------------------------------------------------------------------------------------ |
| 1  | 2016年4月25日  | 中嶋悟                 |                                                                                                  |
| 2  | 2016年5月15日  | 中嶋一貴               |                                                                                                  |
| 3  | 2016年7月3日   | 星野一義、関口雄飛     |                                                                                                  |
| 4  | 2016年8月14日  | ストフェル・バンドーン |                                                                                                  |
| 5  | 2016年9月4日   | 石浦宏明               |                                                                                                  |
| 6  | 2016年9月18日  | 舘信秀、中嶋悟         |                                                                                                  |
| 7  | 2016年10月23日 | 中嶋一貴、山本尚貴     | プロ野球・日本シリーズ「広島×日本ハム」の中継延長により、1時間10分遅れの3:45からの開始となった。 |
| 8  | 2016年11月13日 |                        | 最終回。総集編。                                                                                 |

## スタッフ
- プロデューサー：藤山太一郎[7]
- 制作協力：プラスミック・シーエフピー[7]
- 協力：日本レースプロモーション[7]
- 制作：フジテレビ[7]